# Filo litz

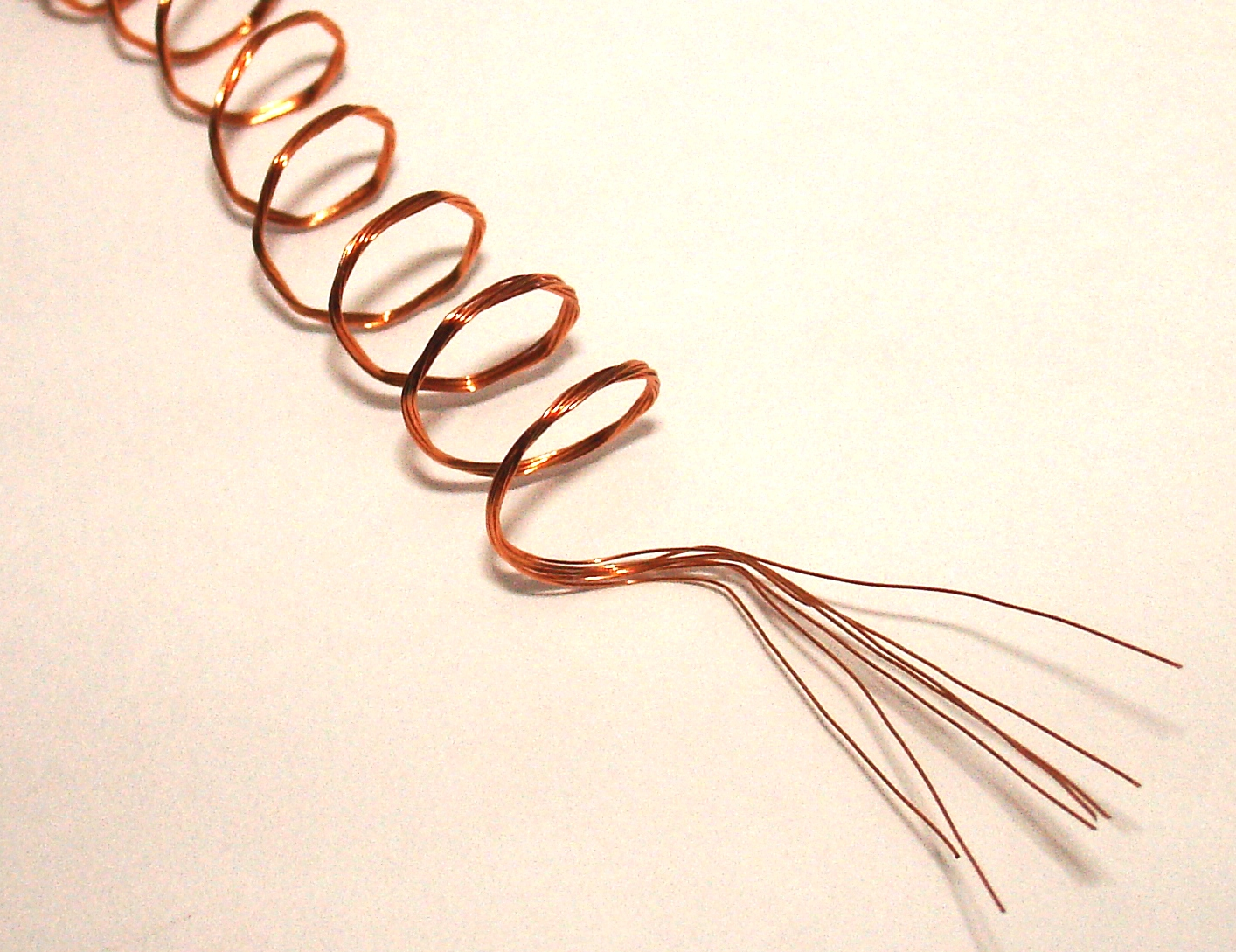
Filo litz fatto di otto fili di rame isolati più sottili

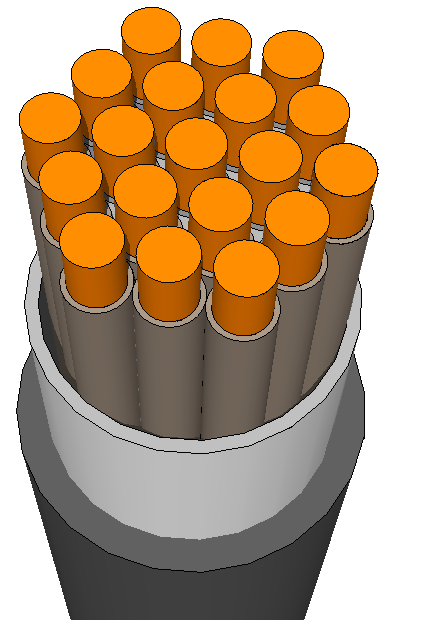
Il filo litz consiste di molteplici trefoli isolati elettricamente l'uno dall'altro. Normalmente i trefoli sono attorcigliati o intrecciati, ma in questo diagramma non lo sono.

Un filo litz è un tipo di cavo usato in elettrotecnica per trasportare la corrente alternata. Il filo è progettato per ridurre le perdite causate dall'effetto pelle e dall'effetto di prossimità nei conduttori usati a frequenze fino a circa 1 MHz. Esso consiste di molti trefoli di fili sottili, isolati singolarmente e attorcigliati o intrecciati insieme, seguendo uno dei vari schemi accuratamente prescritti che spesso implicano parecchi livelli (i gruppi di fili attorcigliati sono a loro volta attorcigliati insieme, ecc.). Il risultato di questi schemi di avvolgimento è di uguagliare la proporzione della lunghezza complessiva lungo la quale ciascun trefolo è all'esterno del conduttore, un effetto che non si ottiene con un semplice filo di cablaggio a trefoli attorcigliati.
Il termine filo litz trae origine da Litzendraht (coll. Litze), tedesco per filo attorcigliato/intrecciato o filo intessuto.

## Principio di funzionamento
Il filo litz riduce l'intensità dell'effetto pelle e dell'effetto di prossimità.

### Effetto pelle
La resistenza di un conduttore a corrente continua (CC) (0 Hz) dipende dall'area della sua sezione trasversale. Un conduttore con un'area maggiore ha una resistenza inferiore. La resistenza dipende anche dalla frequenza perché l'area effettiva della sezione trasversale cambia con la frequenza. Per le correnti alternate (CA), l'effetto pelle fa aumentare la resistenza all'aumentare della frequenza.
Per frequenze basse, l'effetto è trascurabile. Per la CA a frequenze abbastanza alte perché l'effetto pelle sia piccolo in confronto alla dimensione del conduttore, l'effetto pelle fa scorrere la maggior parte della corrente vicino alla superficie del conduttore. A frequenze abbastanza alte, l'interno di un grande conduttore non porta molta corrente. 
Alla profondità d la densità di corrente J è approssimativamente:
{\displaystyle J\,=\,J_{0}\,e^{-{d/\delta }}}
dove:
{\displaystyle J_{0}\ }è la densità della corrente sulla superficie del conduttore e
{\displaystyle \delta \ } è una costante che indica la "profondità di penetrazione" (o "profondità di pelle") della corrente (lo spessore, a partire dalla superficie, in cui scorre la maggior parte della corrente).
Alla profondità {\displaystyle \delta \ } la densità della corrente vale 1/e (circa 0,37) volte quella presente sulla superficie esterna.

Per calcolarne il valore, si usa la relazione:
{\displaystyle \delta ={\sqrt {{2\rho } \over {\omega \mu }}}}
dove
{\displaystyle \rho \ } = resistività (detta anche resistenza specifica) del conduttore;
{\displaystyle \omega \ =2\pi \cdot \nu } = frequenza angolare (o pulsazione) della corrente (ν frequenza);
{\displaystyle \mu } = permeabilità magnetica assoluta del materiale conduttore (che, per i conduttori comuni, è uguale a quella del vuoto: {\displaystyle \mu _{o}\ }).
Esempi...
- A 60 Hz, la profondità di pelle (cioè la profondità di penetrazione dell'effetto pelle) di un filo di rame è di circa 8,5 mm.
- A 60.000 Hz (60 kHz), la profondità di pelle di un filo di rame è di circa 0,25 mm.
- A 6.000.000 Hz (6 MHz)[5] la profondità di pelle di un filo di rame è di circa 25 µm. In tal modo i conduttori rotondi come i fili o i cavi più grandi di qualche profondità di pelle non conducono molta corrente vicino al loro asse, perciò il materiale centrale non si usa efficacemente.

Una tecnica per migliorare l'efficienza è di ridurre la quantità di materiale che non trasporta la corrente rendendo il conduttore una tubazione cava. La grande area della superficie del tubo conduce la corrente con una resistenza molto minore di quanto farebbe un filo solido con la stessa area della sezione trasversale. Le bobine del volano delle trasmittenti radio ad alta potenza sono fatte spesso di tubazioni di rame, placcate d'argento all'esterno, per ridurre la resistenza.
Il filo litz è un altro metodo, che impiega un filo a trefoli con i conduttori isolati singolarmente (formando un fascio). Ogni conduttore sottile è inferiore alla profondità di pelle, perciò un singolo trefolo non soffre una perdita apprezzabile di effetto pelle. I trefoli devono essere isolati l'uno dall'altro — altrimenti i fili nel fascio andrebbero in corto insieme, si comporterebbero come un unico grande filo, e avrebbero ancora problemi di effetto pelle. Inoltre, i trefoli non possono occupare la stessa posizione radiale nel fascio attraverso lunghe distanze: gli effetti elettromagnetici che causano l'effetto pelle perturberebbero ancora la conduzione. Lo schema intrecciato o attorcigliato del fili nel fascio è progettato in modo che ogni singolo trefolo alterni la sua posizione fra l'esterno del fascio (dove i cambiamenti del campo elettromagnetico sono più piccoli e il trefolo vede una bassa resistenza), e l'interno (dove i cambiamenti del campo EM sono più forti e la resistenza è più alta). Se i trefoli hanno un'impedenza comparabile, la corrente si distribuisce in modo uguale fra ogni trefolo all'interno del cavo. Questo consente a ogni trefolo di contribuire in pari misura alla conduttività complessiva del fascio.
Un altro modo di spiegare il beneficio dell'intrecciamento del filo litz è il seguente: i campi magnetici generati dalla corrente che scorre nei trefoli sono in direzioni tali che hanno una ridotta tendenza a generare un campo elettromagnetico negli altri trefoli. In tal modo, per il filo nel suo complesso, l'effetto pelle e le perdite di potenza associate quando si usano nelle applicazioni ad alta frequenza sono ridotte. Il rapporto tra l'induttanza distribuita e la resistenza distribuita è aumentato, in relazione a un conduttore solido, dando come risultato un fattore Q più alto a queste frequenze.

### Effetto di prossimità
In casi che implicano fili multipli, o spire, come gli avvolgimenti nei trasformatori e negli induttori, l'effetto di prossimità fa aumentare le perdite ad alta frequenza ancor prima e più rapidamente di quanto faccia l'effetto pelle.

## Efficacia
Terman 1943, pp. 37, Tabella 18, 78 fornisce un'espressione per il rapporto tra la resistenza alla corrente alternata e la resistenza alla corrente continua per un filo litz isolato. Essa non si applica agli avvolgimenti con spire multiple. Un'espressione per il rapporto delle resistenze negli avvolgimenti è data da Sullivan 1999 nell'Equazione 2 e nell'Appendice A (pagina 289).
Il filo di litz è molto efficace sotto 500 kHz; raramente è usato sopra 2 MHz in quanto molto meno efficace a queste frequenze. A frequenze maggiori di 1 MHz, i benefici sono gradualmente maggiorati dall'effetto di capacità parassita tra i fili. Per frequenze nella banda delle microonde, l'effetto pelle è molto minore del diametro dei fili e la corrente che è forzata nei fili interni induce forti correnti parassite nei fili esterni, questo fenomeno annulla i benefici del filo litz al punto che si comporta peggio di un filo unico di uguale diametro.
Il filo litz ha un'impedenza maggiore per unità di superficie della sezione trasversale, ma possono essere usati con fili di maggiore spessore, in modo da ridurre o mantenere uguale l'impedenza del cavo a frequeenze più alte.

## Applicazioni

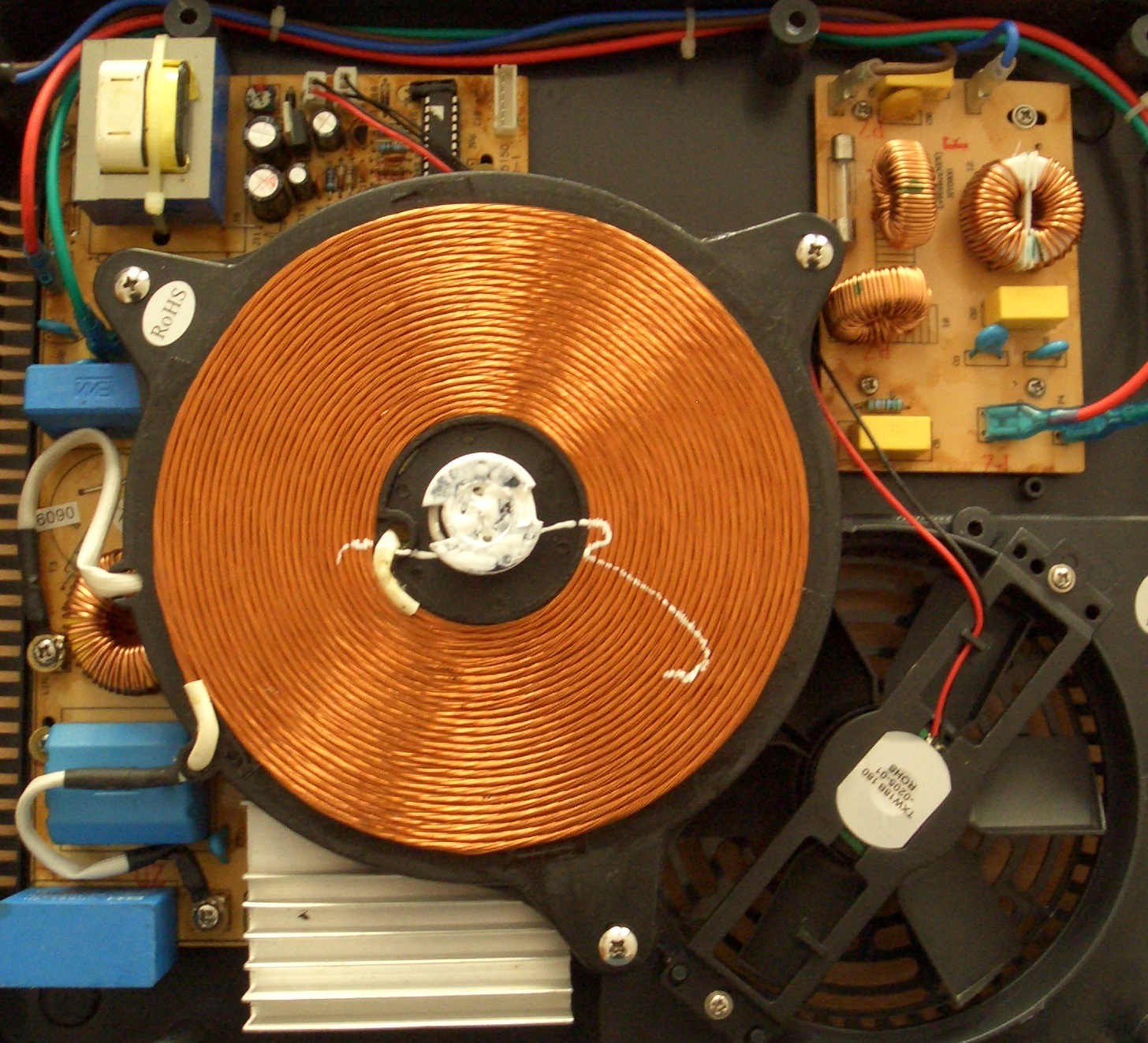
Fornello a induzione smontato, si vede l'avvolgimento di filo litz.

Il filo litz è usato nella produzione di induttori e trasformatori, specialmente in applicazioni ad alta frequenza in cui l'effetto pelle è più marcato e l'effetto di prossimità può risultare un problema ancora più grave. Il filo litz è un tipo di filo intrecciato ma, in questo caso, non per evitare una rottura totale del cavo sotto sforzo come invece succede solitamente.
Il filo litz si trova spesso in applicazioni di potenza che lavorano a frequenze tra le decine e le centinaia di kHz, come nei fornelli a induzione e nei trasmettitori dei caricatori elettrici a induzione.